# Lissodendoryx buchanani
Lissodendoryx buchanani är en svampdjursart som beskrevs av Topsent 1913. Lissodendoryx buchanani ingår i släktet Lissodendoryx och familjen Coelosphaeridae. Inga underarter finns listade i Catalogue of Life.